# Kathleen Horvath
Kathleen 'Kathy' Horvath (Chicago, 25 agosto 1965) è un'ex tennista statunitense.

## Carriera
In carriera ha vinto 5 titoli in singolare e 3 titoli di doppio. Nei tornei del Grande Slam ha ottenuto il suo miglior risultato raggiungendo le semifinali di doppio all'Open di Francia nel 1982 e nel 1984, e di doppio misto agli US Open nel 1985, e all'Open di Francia nel 1981.
In Fed Cup ha disputato un totale di 4 partite, vincendone 3 e perdendone una.

## Statistiche

### Singolare

#### Vittorie (5)
| Numero | Anno | Torneo                                       | Superficie  | Avversaria in finale | Punteggio     |
| 1.     | 1983 | Virginia Slims of Nashville, Hersey          | Cemento     | Marcela Skuherská    | 6–4, 6–3      |
| 2.     | 1983 | Port St. Lucie Open, Port St. Lucie          | Sintetico   | Carling Bassett      | 4-6, 6-2, 7-6 |
| 3.     | 1985 | Virginia Slims of Indianapolis, Indianapolis | Cemento     | Elise Burgin         | 6–2, 6–4      |
| 4.     | 1985 | Palm Beach Cup, Palm Beach                   | Terra rossa | Petra Delhees        | 3–6, 6–3, 6–3 |
| 5.     | 1987 | Belgian Open, Knokke                         | Terra rossa | Bettina Bunge        | 6-1, 7-6      |

### Doppio

#### Vittorie (3)
| Numero | Anno | Torneo                                       | Superficie  | Compagna        | Avversarie in finale               | Punteggio     |
| 1.     | 1982 | Internazionali d'Italia, Perugia             | Terra rossa | Yvonne Vermaak  | Billie Jean King Ilana Kloss       | 2–6, 6–4, 7–6 |
| 2.     | 1983 | US Clay Court Championships, Indianapolis    | Terra rossa | Virginia Ruzici | Gigi Fernández Beth Herr           | 4–6, 7–6, 6–2 |
| 3.     | 1985 | Virginia Slims of Indianapolis, Indianapolis | Cemento     | Elise Burgin    | Jennifer Mundel Molly Van Nostrand | 6–4, 6–1      |